# Tunisie aux Jeux paralympiques d'été de 2004
La Tunisie a participé aux Jeux paralympiques d'été de 2004 à Athènes (Grèce). Elle termine 22e avec 18 médailles.

## Médaillés tunisiens

### Médailles d'or
| Sport              | Discipline               | Sportifs         | Performance        |
| Médailles d'or : 8 |                          |                  |                    |
| Athlétisme         | 1 500 mètres T13 hommes  | Maher Bouallègue | 3 min 51 s 09 (RM) |
| Athlétisme         | 1 500 mètres T37 hommes  | Mohamed Charmi   | 4 min 22 s 09 (RM) |
| Athlétisme         | 5 000 mètres T12 hommes  | Maher Bouallègue | 14 min 54 s 08     |
| Athlétisme         | 10 000 mètres T13 hommes | Maher Bouallègue | 32 min 02 s 16     |

### Médailles d'argent
| Sport                  | Discipline            | Sportifs         | Performance   |
| Médailles d'argent : 7 |                       |                  |               |
| Athlétisme             | 800 mètres T12 hommes | Maher Bouallègue | 1 min 54 s 04 |

### Médailles de bronze
| Sport                   | Discipline | Sportifs | Performance |
| Médailles de bronze : 3 |            |          |             |